# 森肇 (愛媛県の政治家)

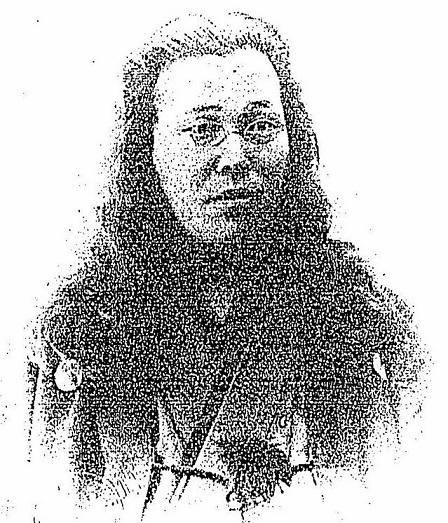
森肇

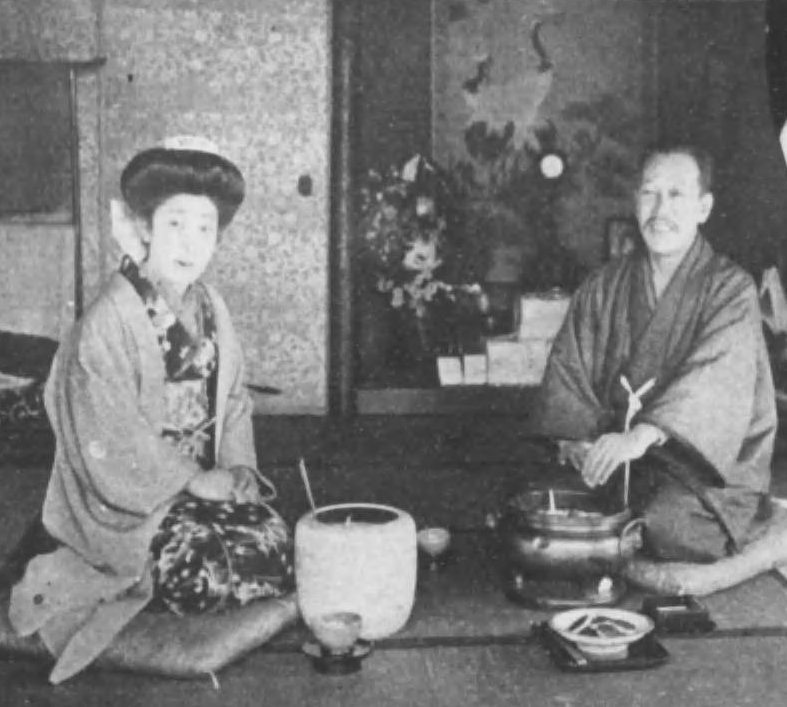
娘の森律子と

森 肇（もり はじめ、1864年7月10日（元治元年6月7日） - 1927年（昭和2年）1月23日）は、日本のジャーナリスト、政治家・衆議院議員（中央倶楽部、当選3回）、弁護士。族籍は愛媛県士族。

## 経歴
現在の愛媛県松山市柳井町で生まれた（原籍は同県温泉郡朝美村）。伊予国松山藩士である。小学校を卒業して松山中学校に通学したが1881年、同校を中退して大阪、東京に出て法律学を専攻した。英吉利法律学校（のち東京法学院、現・中央大学）で学び、法政二科を修めた。
1884年、代言人試験に合格した。いったん帰国したが1887年か、1888年に、ふたたび東京に出て代言事務を開業した。また、自由党員になった。後「感ずる所」あって同党を退き、内地雑居尚早会を起し、更に大日本協会が起ると共にその党員に列し拡張に尽瘁する所があった。日清戦役後各党の有志と謀り同志会である新政社を組織し幹事になった。
猟友雑誌主幹、伊予日日新聞（同社は現存せず）社長、日本赤十字社正社員となった。1902年の第7回衆議院議員総選挙で当選。以来3期務めた。厳正中立を守った。1927年死去。墓所は青山霊園立山墓地。

## 人物
住所は東京市京橋区采女町、同区築地。

## 家族・親族
森家
- 妻・よし（1868年 - 1926年[7]、愛媛、二神貞七の長女）[6]
- 娘
  - まさ[6]（1888年 - ?、東京、岩谷松平の次男・松蔵の妻）[8][9]
  - りつ[6]（1890年 - 1961年、女優・森律子）[5][10]
- 長男・房吉[5]（1895年[6] - 1916年） - 第一高等学校一年生だった1916年に鉄道自殺[11][12]。

親戚
- 岩谷松平（岩谷銀行頭取）[8]